# Roger Fauroux
Roger Fauroux (ur. 21 listopada 1926 w Montpellier, zm. 16 lipca 2021) – francuski menedżer i urzędnik państwowy, w latach 1986–1988 dyrektor École nationale d’administration (ENA), od 1988 do 1991 minister.

## Życiorys
Kształcił się Lycée Henri-IV oraz w paryskiej École normale supérieure. Studiował również w Niemczech oraz w École nationale d’administration. W drugiej połowie lat 50. pracował jako urzędnik w ministerstwie finansów w korpusie inspektorów finansowych. W 1960 przeszedł do przedsiębiorstwa Pont-à-Mousson, następnie do 1986 był związany z koncernem Saint-Gobain, gdzie pełnił m.in. funkcję dyrektora generalnego.
W 1982 był jednym z organizatorów think tanku Fondation Saint-Simon. W latach 1986–1988 zajmował stanowisko dyrektora ENA. Wchodził w skład obu rządów Michela Rocarda. W maju 1988 został ministrem przemysłu, handlu zagranicznego i planowania przestrzennego. Od czerwca 1988 do maja 1991 pełnił funkcję ministra przemysłu i planowania przestrzennego. W latach 1989–1995 był merem miejscowości Saint-Girons. Od 1997 do 2001 przewodniczył Wysokiej Radzie Integracji (HCI).
Odznaczony Legią Honorową klasy II (2012) i I (2016).